# Via dei Musei
Via dei Musei, o più semplicemente via Musei, è una delle principali vie del centro storico di Brescia, nota principalmente per la moltitudine di monumenti e istituzioni culturali che vi si affacciano, in un percorso di circa 800 metri, dalla rinascimentale piazza della Loggia al millenario monastero di Santa Giulia, tra chiese, palazzi dell'antica nobiltà cittadina e testimonianze di fitte stratificazioni storiche.
Sulla via inoltre, in prossimità di piazza del Foro, si affacciano anche i maggiori monumenti dell'antica Brixia, in quella che viene unanimemente considerata l'area archeologica urbana più vasta ed importante dell'Italia settentrionale.

## Storia

### L'epoca romana
Le origini della via sono da far risalire almeno all'età romana, quando Brescia, nel I secolo a.C., entra definitivamente nei domini di Roma, che ne definisce l'aspetto urbanistico facendo della strada il decumano massimo della città. Data la preminente importanza del tracciato, però, è probabile che questo fosse già presente come tratto della primitiva strada di collegamento tra Milano e Verona, attorno alla quale Brescia si era sviluppata. In quanto decumano massimo, la via attraversava il foro cittadino, passando ai piedi del Capitolium e del teatro.

### Epoca medievale e moderna
Caduto il governo romano, durante il dominio dei Longobardi la via mantiene una certa importanza grazie alla fondazione del monastero di Santa Giulia da parte di re Desiderio.
A beneficio della nuova istituzione Desiderio fa prolungare fino al monastero un tratto di acquedotto facendolo derivare dalla cisterna oggi nota come Santa Rita/San Faustino in riposo. Durante il medioevo, con i successivi ampliamenti della città murata verso est, il tracciato della via viene replicato sui nuovi territori urbanizzati, seguendo la preesistente strada che, uscita dalle mura romane, proseguiva verso Milano: questo nuovo tratto assume il nome di via degli orefici fino al laghetto di piazza Rovetta per diventare contrada della pallata e poi corso della pallata, grazie alle numerosissime botteghe che vi si affacciavano o trovavano collocazione nei suoi pressi. Pur perdendo il ruolo chiaramente principale di epoca romana, la via, assieme alla sua nuova prosecuzione a est, rimane l'unica in grado di attraversare completamente la città con un percorso diretto. Il tracciato perde progressivamente la sua primitiva conformazione rettilinea e assume un aspetto un poco più sinuoso. Dopo l'atterramento delle mura a seguito dell'assedio di Arrigo VII verranno mantenute le porte di Porta Milano (Piazza Garibaldi), Torlonga (piazza Arnaldo) e Sant'Andrea, che era al posto della scalinata che oggi porta a via Brigida Avogadro.
La toponomastica del tracciato, originariamente frammentata in una serie di denominazioni, tra l'Ottocento e il Novecento viene revisionata: il tratto tra porta San Giovanni e la torre della Pallata viene intitolato corso Giuseppe Garibaldi, quello tra la Pallata a porta Bruciata diventa corso Goffredo Mameli, mentre quello da Porta Bruciata fino all'estremità est della via viene denominato via dei Musei, in onore delle numerose istituzioni culturali e dei monumenti nei suoi pressi.

### Restauro tra 2022 e 2023 e pedonalizzazione
Il tracciato della via, partendo da ovest e dall'intersezione con via Gabriele Rosa e arrivando fino alla salita di via Brigida Avogadro a est, è stato completamente riqualificato tra il 2022 e l'inizio del 2023: principale oggetto dell'intervento è stata la pavimentazione della carreggiata, che inizialmente si presentava in cemento. Si è quindi proceduto inserendo un selciato lapideo, restaurando i marciapiedi ai lati e sostituendo le porzioni danneggiate, favorendo anche l'utilizzo di sanpietrini e lastre in pietra e granito. La via, inoltre, è stata completamente pedonalizzata.

## Il tracciato
Analizzando il tracciato della via, limitatamente al suo ufficiale percorso contemporaneo tra porta Bruciata e l'estremità est, si incontrano alcuni dei maggiori monumenti della storia cittadina: da piazza della Loggia si costeggia prima piazza del Duomo passando ai piedi del lato nord del Broletto, passando sotto al cavalcavia della loggia fatta costruire dai Visconti e consolidato in epoca malatestiana.
Si attraversa quindi via Mazzini e si entra nel cuore della via, passando davanti alla chiesa di Santa Maria della Carità e ad alcuni importanti palazzi dell'antica nobiltà bresciana, tra i quali palazzo Maggi di Gradella, palazzo Uggeri e palazzo Martinengo Cesaresco Novarino; si raggiungono infine piazza del Foro con le rovine del Capitolium e del teatro romano e gli scavi di palazzo Martinengo Cesaresco Novarino.
Proseguendo ancora si incrocia via Giovanni Piamarta che sale verso il monastero del Santissimo Corpo di Cristo e il castello di Brescia e si raggiunge infine l'estremità est, il cui fianco nord è occupato dal monastero di Santa Giulia. L'estremità, cieca, si apre a sud verso piazza Tebaldo Brusato.